# Euxylophora paraensis
Euxylophora paraensis, umgangssprachlich (Pau) Amarelo genannt, ist ein Baum in der Familie der Rautengewächse aus dem nördlichen Brasilien. Es ist die einzige Art der Gattung Euxylophora.

## Beschreibung
Euxylophora paraensis wächst als Baum bis zu 30(40) Meter hoch. Der Stammdurchmesser erreicht bis über 80 Zentimeter. Die bräunliche bis gräuliche Borke ist rissig, furchig und in größeren Platten abblätternd.
Die einfachen, leicht ledrigen Laubblätter sind kurz gestielt und wechselständig, schraubig an den Zweigenden angeordnet. Der kurze, leicht rinnige Blattstiel ist bis 2–3 Zentimeter lang. Die Blätter sind verkehrt-eiförmig, -eilanzettlich bis elliptisch und ganzrandig, sie sind 10–25 Zentimeter lang und 5–11 Zentimeter breit. An der Spitze sind sie abgerundet, gestutzt bis eingebuchtet, seltener leicht bespitzt, spitz. Oberseits sind sie kahl und unterseits etwas gelblich behaart. Die Nervatur ist gefiedert mit feinen, undeutlichen Seitenadern.
Es werden endständige, vielverzweigte und größere, etwas behaarte Rispen, Thyrsen gebildet. Die duftenden, weiß-gelblichen und fünfzähligen, kurz gestielten Blüten sind zwittrig. Der kleine, kurze und 4 Millimeter lange Kelch ist becherförmig und gestutzt mit kleinen Zähnchen. Die schmalen, länglichen und behaarten, zurückgelegten Petalen sind bis 2 Zentimeter lang. Es sind 5 freie Staubblätter mit behaarten Staubfäden und großen, länglichen sowie spitzen Antheren auf einem kleinen, fleischigen Ring vorhanden. Der fünfkammerige, -lappige Fruchtknoten besitzt einen gynobasischen, kurzen Griffel mit fünflappiger, keulenförmiger Narbe.
Es werden fünfteilige und behaarte Sammelbalgfrüchte gebildet, die einzelnen, gestutzten und ein- bis zweisamigen, zweiklappigen Früchte sind etwa 2 Zentimeter groß. Die abgeflachten, trapezoiden und bis 1 Zentimeter großen Samen sind schwärzlich und glänzend, mit einem länglichen und schmalen Hilum.

## Taxonomie
Die Erstbeschreibung der Gattung Euxylophora und der Art Euxylophora paraensis erfolgte 1910 durch Jakob Huber in Bol. Mus. Goeldi Hist. Nat. Ethnogr. Belém. 6: 85.

## Verwendung
Das gelbe, recht schwere Holz, Gelbholz, ist bekannt als Yellowheart oder Pau, Pao amarello, Amarello.